# Жапек-батира
Жапе́к-бати́ра (каз. Жапек батыр) — село у складі Ілійського району Алматинської області Казахстану. Входить до складу Ащибулацького сільського округу.
У радянські часи село називалось 12 Грудня.
Населення — 12470 осіб (2021; 7238 у 2009, 4616 у 1999, 3548 у 1989).